# Zapfenepiphyse
Die Zapfenepiphyse (englisch cone-shaped epiphysis) ist eine im Röntgenbild erkennbare besondere Form eines Gelenkendes (Epiphyse), die unter Umständen mit einer Verkürzung eines oder mehrerer Finger- oder Zehenglieder einhergeht. Dabei wölbt sich die Epiphyse zentral in die bogenförmig nach innen eingebuchtete Metaphyse (angrenzender Knochenabschnitt) vor.
Nach Andres Giedion (1925–2013) können 38 verschiedene Typen mit unterschiedlichen Formen und Größen unterschieden werden.

## Ursachen
Zapfenepiphysen insbesondere an den Füßen kommen als Normvariante vor. In diesen Fällen ist die Wachstumsfuge nicht beeinträchtigt.
Einer oder einzelnen Zapfenepiphysen liegt eine örtliche Störung der Wachstumsfuge nach einem Trauma, einer Osteomyelitis, einer Infraktion bei Skorbut, einem Infarkt bei Sichelzellanämie oder einer Mangeldurchblutung zugrunde.
Bei zentralem Verschluss der Wachstumsfuge kann es zu einer Wachstumsminderung mit Verkürzung des Fingergliedes kommen.
Eine Sonderform stellt die meist symmetrische Zapfenepiphyse distal am Oberschenkelknochen bei massiver Überdosierung von Vitamin A dar.

### Im Rahmen von Syndromen
Bei einer Reihe von Syndromen und Skelettdysplasien finden sich Zapfenepiphysen als eines von mehreren Symptomen:
- Akrodysostose
- Asphyxierende Thoraxdysplasie
- Ellis-van-Creveld-Syndrom
- Fitzsimmons-Guilbert-Syndrom
- Kleidokraniale Dysplasie
- Muenke-Syndrom
- Nicolaides–Baraitser-Syndrom
- Pseudohypoparathyreoidismus
- Saldino-Mainzer-Syndrom
- Tricho-rhino-phalangeale Dysplasie (Langer-Giedion-Syndrom)
- Weill-Marchesani-Syndrom